# Mühlenstraße 33 (Stralsund)
Das Wohnhaus Mühlenstraße 33 in Stralsund ist ein denkmalgeschütztes Bauwerk in der Mühlenstraße.

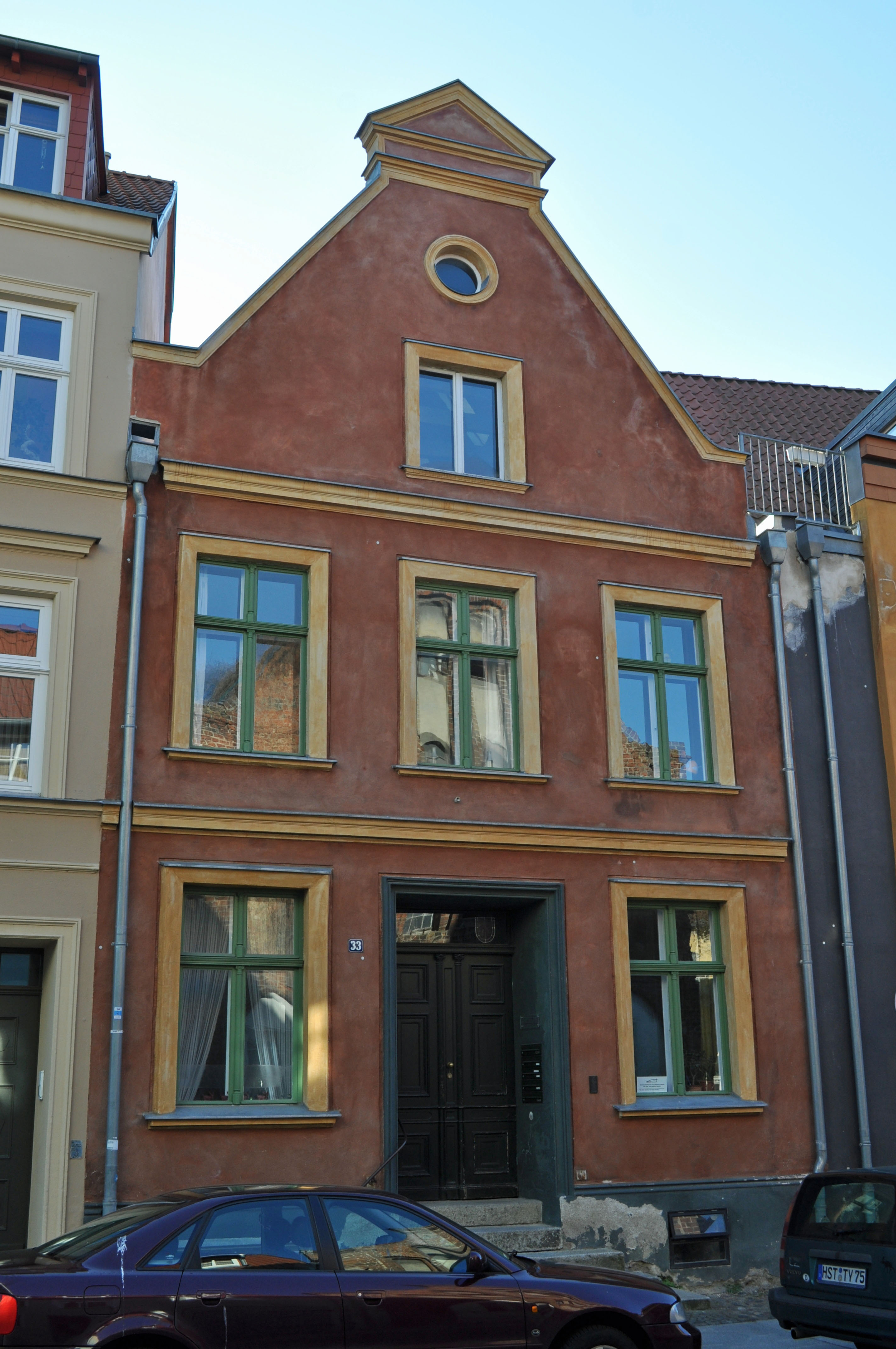
Haus Mühlenstraße 33 in Stralsund (2012)

Das zweigeschossige Giebelhaus wurde im Jahr 1785 errichtet. Die dreiachsige Putzfassade wird durch Gurtgesimse gegliedert. Der Dreiecksgiebel trägt einen dreieckigen Aufsatz.
Das Haus im Kerngebiet des von der UNESCO als Weltkulturerbe anerkannten Stadtgebietes des Kulturgutes „Historische Altstädte Stralsund und Wismar“ ist in die Liste der Baudenkmale in Stralsund eingetragen.